# Matthieu Verschuère
Matthieu Verschuère, né à Beauvais le 8 février 1972, est un footballeur français, retraité depuis 2011. Dans son pays natal, il joue surtout dans les divisions inférieures. Il connaît le succès lors de son passage dans le championnat de Belgique, remportant la Coupe de Belgique 2006 avec le SV Zulte Waregem.

## Carrière
Natif de Beauvais, Matthieu Verschuère s'affilie à l'AS Beauvais Oise dès son plus jeune âge. Il intègre le noyau de l'équipe première en 1992 et reste cinq ans au club. En 1997, il rejoint La Berrichonne de Châteauroux, promu pour la première fois de son Histoire en Ligue 1. Il ne joue qu'un an parmi l'élite nationale, le club étant relégué en fin de saison. En janvier 2000, il quitte le club et s'engage au CS Sedan Ardennes, signant ainsi son retour en Ligue 1.
En 2001, il rejoint sous forme de prêt le club belge de La Gantoise, dont il devient rapidement la plaque tournante en milieu de terrain. Après une saison pleine durant laquelle il est titularisé à chaque rencontre, Matthieu Verschuère retourne vers son club d'origine pour raisons familiales. Malheureusement, il est relégué en Ligue 2 en fin de saison. Le joueur signe alors son retour à La Gantoise, où il retrouve sa place de titulaire durant deux saisons. En juin 2005, son contrat n'est pas prolongé et il s'engage alors gratuitement au SV Zulte Waregem, tout récent promu en première division.
Dans une équipe composée de jeunes prometteurs et de joueurs expérimentés délaissés et revanchards, Matthieu Verschuère organise le jeu en milieu de terrain et permet à Zulte Waregem de vivre une saison au-delà de toutes les espérances. Le 13 mai 2006, il remporte son premier trophée, la Coupe de Belgique, grâce à une victoire 2-1 sur l'Excelsior Mouscron. Ce sera son seul titre majeur. Grâce à cette victoire en Coupe de Belgique, il découvre la Coupe UEFA la saison suivante. Il joue en Belgique jusqu'en 2008 puis, son contrat arrivé à échéance, il décide de rentrer en France pour pouvoir s'occuper de sa fille handicapée. Il rejoint alors le club amateur de l'US Roye, en CFA2, la cinquième division française. Il met un terme définitif à sa carrière de joueur en mai 2011.

## Palmarès
- Vainqueur de la Coupe de Belgique en 2006 avec le SV Zulte Waregem

## Statistiques
| Saison                | Club                  | Championnat           | Championnat | Championnat | Coupe(s) nationale(s) | Coupe(s) nationale(s) | Supercoupe | Supercoupe | Compétition(s) continentale(s) | Compétition(s) continentale(s) | Compétition(s) continentale(s) | Total | Total |
| Saison                | Club                  | Division              | M.          | B.          | M.                    | B.                    | M.         | B.         | Comp.                          | M.                             | B.                             | M.    | B.    |
| 1992-1993             | AS Beauvais           | Division 2            | 10          | 0           | 0                     | 0                     | 0          | 0          | -                              | 0                              | 0                              | 10    | 0     |
| 1993-1994             | AS Beauvais           | Division 2            | 25          | 1           | 1                     | 0                     | 0          | 0          | -                              | 0                              | 0                              | 26    | 1     |
| 1994-1995             | AS Beauvais           | Division 2            | 37          | 1           | 4                     | 0                     | 0          | 0          | -                              | 0                              | 0                              | 41    | 1     |
| 1995-1996             | AS Beauvais           | National              | 27          | 2           | 1                     | 0                     | 0          | 0          | -                              | 0                              | 0                              | 28    | 2     |
| 1996-1997             | AS Beauvais           | Division 2            | 34          | 0           | 0                     | 0                     | 0          | 0          | -                              | 0                              | 0                              | 34    | 0     |
| 1997-1998             | LB Châteauroux        | Division 1            | 32          | 0           | 1                     | 0                     | 0          | 0          | -                              | 0                              | 0                              | 33    | 0     |
| 1998-1999             | LB Châteauroux        | Division 2            | 32          | 0           | 3                     | 0                     | 0          | 0          | -                              | 0                              | 0                              | 35    | 0     |
| 1999-2000             | LB Châteauroux        | Division 2            | 17          | 0           | 0                     | 0                     | 0          | 0          | -                              | 0                              | 0                              | 17    | 0     |
| 1999-2000             | CS Sedan Ardennes     | Ligue 1               | 11          | 1           | 2                     | 0                     | 0          | 0          | -                              | 0                              | 0                              | 13    | 1     |
| 2000-2001             | CS Sedan Ardennes     | Ligue 1               | 21          | 0           | 1                     | 0                     | 0          | 0          | C4                             | 3                              | 0                              | 25    | 0     |
| 2001-2002             | KAA La Gantoise       | Division 1            | 34          | 0           | 3                     | 0                     | 0          | 0          | C4                             | 4                              | 0                              | 41    | 0     |
| 2002-2003             | CS Sedan Ardennes     | Ligue 1               | 14          | 0           | 0                     | 0                     | 0          | 0          | -                              | 0                              | 0                              | 14    | 0     |
| 2003-2004             | KAA La Gantoise       | Division 1            | 27          | 0           | 2                     | 0                     | 0          | 0          | -                              | 0                              | 0                              | 29    | 0     |
| 2004-2005             | KAA La Gantoise       | Division 1            | 27          | 1           | 3                     | 0                     | 0          | 0          | C4                             | 4                              | 0                              | 34    | 1     |
| 2005-2006             | SV Zulte Waregem      | Division 1            | 28          | 0           | 4                     | 0                     | 0          | 0          | -                              | 0                              | 0                              | 32    | 0     |
| 2006-2007             | SV Zulte Waregem      | Division 1            | 31          | 1           | 2                     | 0                     | 1          | 0          | C3                             | 7                              | 0                              | 41    | 1     |
| 2007-2008             | SV Zulte Waregem      | Division 1            | 26          | 0           | 1                     | 0                     | 0          | 0          | -                              | 0                              | 0                              | 27    | 0     |
| Total sur la carrière | Total sur la carrière | Total sur la carrière | 433         | 7           | 28                    | 0                     | 1          | 0          | -                              | 18                             | 0                              | 480   | 7     |